# Aché Laboratórios Farmacêuticos
Aché Laboratórios Farmacêuticos S.A. ist ein Pharmazeutik-Hersteller in Brasilien mit Hauptsitz in Guarulhos, im Bundesstaat São Paulo.
Mit einem diversifizierten Portfolio von über 250 Marken mit rund 600 Produktpräsentationen von verschreibungspflichtigen Medikamenten, Generika und OTC (rezeptfreie) sowie Hautpflege- und Nahrungsergänzungsmittel ist Aché einer der vier größten Pharmazieproduzenten in Brasilien und exportiert in 11 Ländern in Nordamerika, Lateinamerika und Afrika. Bei verschreibungspflichtigen Medikamenten gilt Achè als Marktführer Brasiliens. Das 1965 von Victor Siaulys (1936–2009), Dalmiro Dellape Baptista und Antonio Gilberto Depieri gegründete private Pharmaunternehmen Aché Laboratórios beschäftigt heute in den Werken Guarulhos und São Paulo rund 3500 Mitarbeiter.

## Geschichte
Die Aché Geschichte begann bereits im Jahr 1922, als der Franzose Philipe Aché, in Zusammenarbeit mit dem Apotheker Juan Palma Travassos, ein Labor in Ribeirão Preto, São Paulo, einrichtete. 1960 erfolgte der Bau einer bescheidenen kleinen Fabrik in Santana die ein Produkt zum Abschwellen der Nasenschleimhäute herstellte. Erst durch die Übernahme 1965 von Victor Siaulys und seinen Partnern begann ab 1966 der Weg zum Pharmakonzern.
Im April 2013 wurde bekannt, dass einige der weltweit größten Pharmakonzerne Kaufgebote für die brasilianische Aché Laboratórios Farmacêuticos S.A. abgegeben haben, berichtete die Nachrichtenagentur Reuters. Sowohl die Schweizer Novartis als auch die beiden US-Konzerne Pfizer und Abbott Laboratories sind an einer Übernahme interessiert. Ob ein Deal zustande kommt, ist angesichts der Uneinigkeit der drei Familien, die den Konzern kontrollieren, aber noch unklar.